# Their First Mistake
Their First Mistake  (bra: O Primeiro Engano / Sua Primeira Falta / Duas Babás Para um Bebê) é um curta-metragem estadunidense de 1932, do gênero comédia pastelão, dirigido por George Marshall, estrelado pela dupla Laurel & Hardy, e produzido por Hal Roach.

## Elenco
- Stan Laurel...Stan
- Oliver Hardy...Ollie
- Mae Busch...Madame Hardy
- Billy Gilbert...advogado
- George Marshall...vizinho

## Sinopse
Madame Hardy está furiosa com o marido Oliver, por achar que ele passa tempo demais com seu amigo Stan. Quando Ollie lhe mente para poder sair mais uma vez com Stan, ela descobre e começa a espancar o marido com uma vassoura, obrigando-o a fugir para o apartamento do amigo. Ali os dois conversam e Stan dá a ideia a Ollie de ter um bebê, pois, segundo ele, isso deixaria a esposa do amigo ocupada enquanto poderiam sair sem problemas. Ollie então adota um bebê de colo, mas, quando chega em casa, percebe que a esposa o deixou. Ele então convence o amigo a ajudá-lo a criar o bebê e a dupla começa a bancar as babás, com as costumeiras trapalhadas, complicadas quando Stan começa a beber as mamadeiras do bebê.

## Produção
Their First Mistake é um raro filme da dupla, em que a história termina sem solução. No roteiro original, Madame Hardy volta para Oliver com outro bebê adotado, mas com o tempo e dinheiro que os produtores gastaram para incluir as improvisações de Laurel, o orçamento acabou e esse final não foi realizado.